# Lijst van grafsymbolen
Op grafmonumenten worden naast namen en data ook vaak symbolen aangetroffen die iets vertellen over de persoon die er begraven ligt. In deze lijst wordt getracht een overzicht te geven van veel voorkomende symbolen en hun betekenis.
| Omschrijving          | Betekenis | Gezindte    | Afbeelding |
| --------------------- | --- | ----------- | ---------- |
| Anker                 | Symbool voor hoop | Christendom |            |
| Beer                  | Graf van iemand met de naam Dov of Beer | Jodendom    |            |
| Boek                  | Een open boek duidt op een rabbijn of een geleerde | Jodendom    |            |
| Boekenplanken         | | Jodendom    |            |
| Boom                  | Een gebroken boom of tak geeft aan dat de overledene jong gestorven is                                                                                                  | Jodendom    |            |
| Christusmonogram (☧)  | In de (verlengde) 'staart' van de P staat de letter X, wat staat voor 'Pax Christi' (Latijn: Vrede van Christus). De persoon is in vrede van Christus gestorven.        | Christendom |            |
| Davidster             | Graf van een Jood | Jodendom    |            |
| Doodshoofd            | Symbool van de kortstondigheid van het aardse leven |             |            |
| Druiven               | Een druiventros is een embleem van Israël | Jodendom    |            |
| Engel                 | De engel staat voor het evangelie, maar kan ook de godin van de overwinning voor stellen. Als de engel een (omgekeerde) fakkel vasthoudt, dan is het de engel des doods | Christendom |            |
| Fakkel                | Een omgekeerde fakkel is een symbool dat uit de oudheid stamt |             |            |
| Gebroken zuil         | Een gebroken zuil geeft aan dat iemands leven plotseling is geëindigd. Merk op dat de zijkant van de zuil gepolijst is, en op het breukvlak de steen ruw is gelaten.    |             |            |
| Hert                  | Graf van iemand met de naam Zvi, Hirsch of Naftali (van de stam Naftali)                                                                                                | Jodendom    |            |
| Hostie en miskelk     | Graf van een Priester (m.n. Rooms-Katholiek) | Christendom |            |
| Kaarsen               | Graf van een vrouw. Een gebroken kaars symboliseert een vroege dood, op jonge leeftijd.                                                                                 | Jodendom    |            |
| Keltisch kruis        | Graf van een Christen (m.n. gezien in Ierland) | Christendom |            |
| Kroon                 | | Jodendom    |            |
| Latijns kruis         | Graf van een Christen | Christendom |            |
| Leeuw                 | Graf van iemand met de naam Aryeh, Judah, Leib of Loew (van de stam Juda)                                                                                               | Jodendom    |            |
| Maan                  | Drie halve manen, symbool van sterven en verrijzen en/of wedergeboorte                                                                                                  | Christendom |            |
| Menora                | Graf van een Jood | Jodendom    |            |
| Mes, pincet, kommetje | Graf van een Moheel | Jodendom    |            |
| Palmtak               | Vrede en overwinning | Christendom |            |
| Roos                  | Een geknakte roos staat symbool voor liefde en vergankelijkheid. Een geknakte roos verwijst naar het afgebroken leven en een verwelkte roos naar het verwelkte leven.   | Christendom |            |
| Schedel               | Verwijzing naar de vergankelijkheid van het leven | Christendom |            |
| Sjofar                | Graf van een sjofarblazer | Jodendom    |            |
| Slakkenhuis           | Symbool van de harmonie door zijn harmonisch gevormde spiraalvormig huis. Ook het symbool van zelfgenoegzaamheid, de slak draagt immers zijn hele bezit met zich mee.   |             |            |
| Verstrengelde handen  | Verbindt twee grafstenen of twee helften van grafstenen. Hiermee houden echtelieden elkaar ook na de dood vast.                                                         |             |            |
| Verstrengelde ringen  | Betekent zoveel als 'gehuwd met'. Vaak zijn beide echtelieden in één graf begraven of is een plaats gereserveerd voor de nog levende partner.                           |             |            |
| Vis                   | Sterrebeeldteken voor de maand Adar | Jodendom    |            |
| Vogel                 | Graf van een vrouw | Jodendom    |            |
| Waterkan              | Graf van een Leviet | Jodendom    |            |
| Wiel van Dharma       | Graf van een boeddhist | Boeddhisme  |            |
| Wolf                  | Graf van een lid van de stam Benjamin | Jodendom    |            |
| Zandloper             | Een lege (soms gevleugelde) zandloper geeft vergankelijkheid van het leven aan                                                                                          |             |            |
| Zegenende handen      | Graf van een Cohen | Jodendom    |            |
| Zon                   | Ondergaande zon is een verwijzing naar de wederopstanding. | Christendom |            |